# سلبيت
سلبيت، قرية فلسطينية مهجرة، تقع إلى الجنوب الشرقي من مدينة الرملة. في عام 1948 اعتدى اليهود على سلبيت، شرّدوا أهلها، دمروا قريتهم وأقاموا على أرضها في عام 1951 مستعمرة “ شعلفيم [الإنجليزية]”.

## موقع القرية
ترتبط قرية سلبيت بطريق القدس– يافا بدرب مُمهد طوله 4 كم تقريبًا، يصلها هذا الدرب بقرية القباب، الواقعة على الطريق إلى الغرب من سلبيت. وهناك دروب ضيّقة أخرى كانت تصلها بقرى بيت شنة، عمواس، بير معين وبيت نوبا.
نشأت قرية سلبيت فوق ربوة ترتفع نحو 240م عن مستوى سطح البحر في منطقة الأقدام الغربية لجبال رام الله. يمرّ بأراضيها الجنوبية وادي المسراجة الذي يصبح اسمه وادي الغوار قبيل التقائه بوادي السكة أحد روافد الكبير الذي يلتقي بوادي الصرار المتجه نحو البحر الأبيض المتوسط.

## احتلال القرية وتطهيرها عرقيًّا
يتفق «تاريخ حرب الاستقلال» والمؤرخ الإسرائيلي بيني موريس على أنّ الجيش الإسرائيلي اقتحم سلبيت في 15-16 تموز/يوليو 1948، في سياق عملية داني، بُعيد احتلال اللد والرملة. بعد أن طُرد سكان هاتين المدينتين أُمر بعض الوحدات الإسرائيلية بالتقدم شرقًا وانتزاع عدد من القرى من يد الجيش العربي؛ كانت سلبيت ضمن هذا العدد، حيث كُلفت الكتيبة الثانية في لواء كرياتي احتلال سلبيت، التي كانت الخطوط الأمامية للجيش العربي تمر بها. كما ليس هناك أية تفصيلات عما جرى في القرية، أو عن مصير سكانها.

## القرية اليوم
لم يبق سوى بعض الشجيرات ونبات الصبّار، يُستعمل الموقع مرعى للمواشي، ويزرع الإسرائيليون الأراضي المحيطة.

## المستعمرات الإسرائيلية على أراضي القرية
أُنشئت مستعمرة "شعلفيم [الإنجليزية]" على أراضي القرية في سنة 1951.

## معرض صور

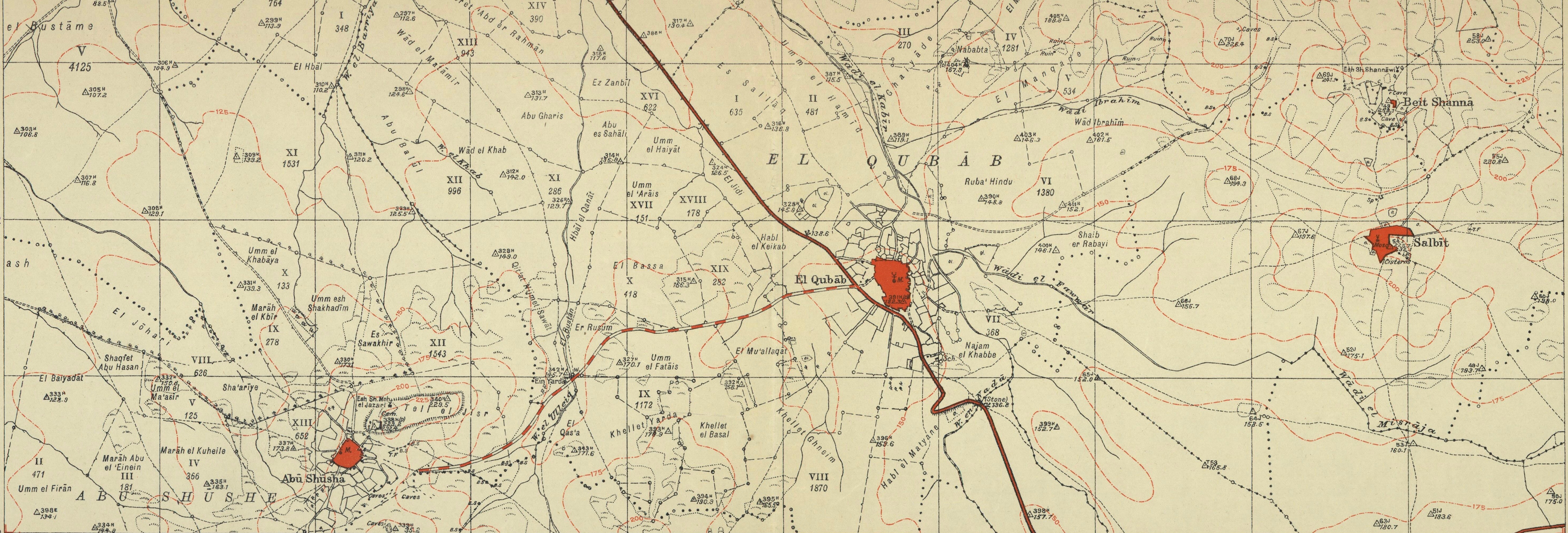
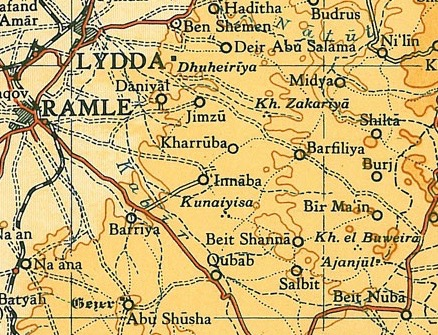
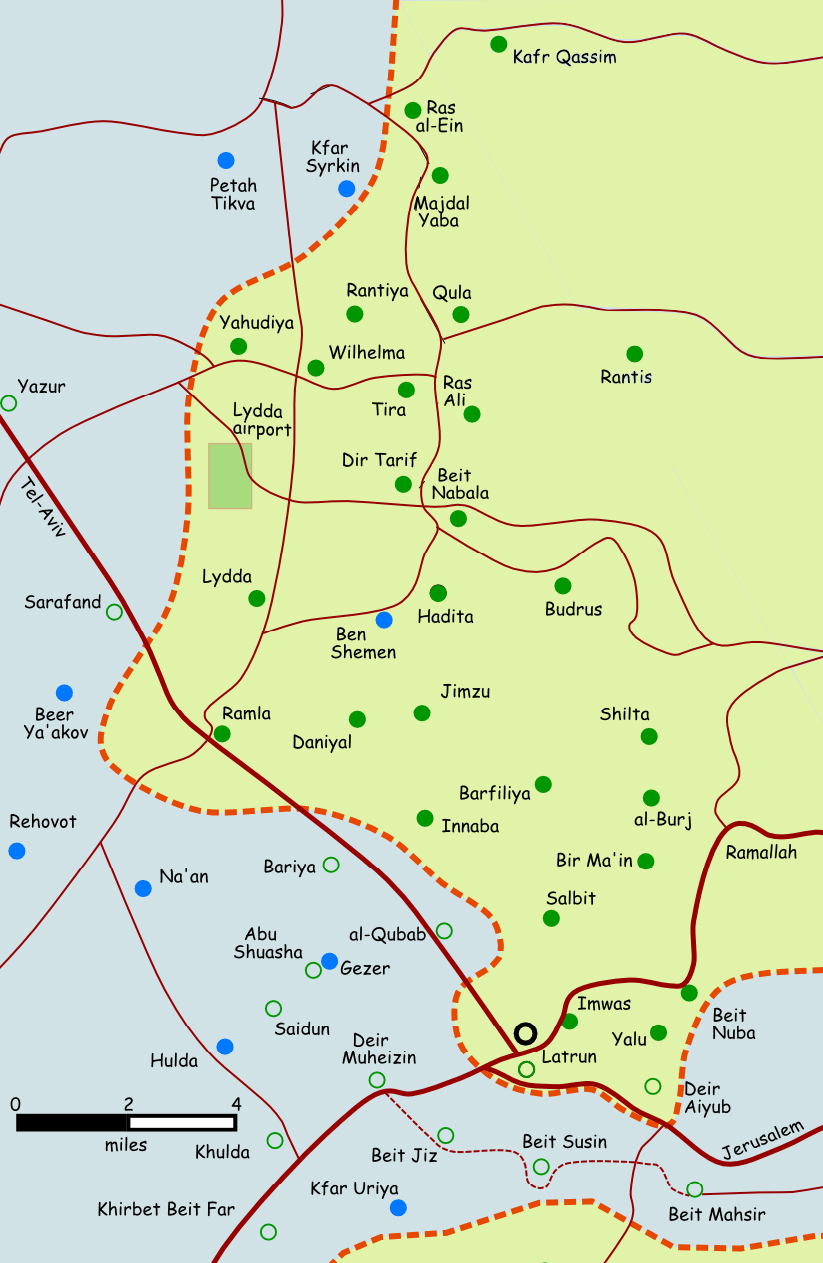